# スイングアクスル式サスペンション

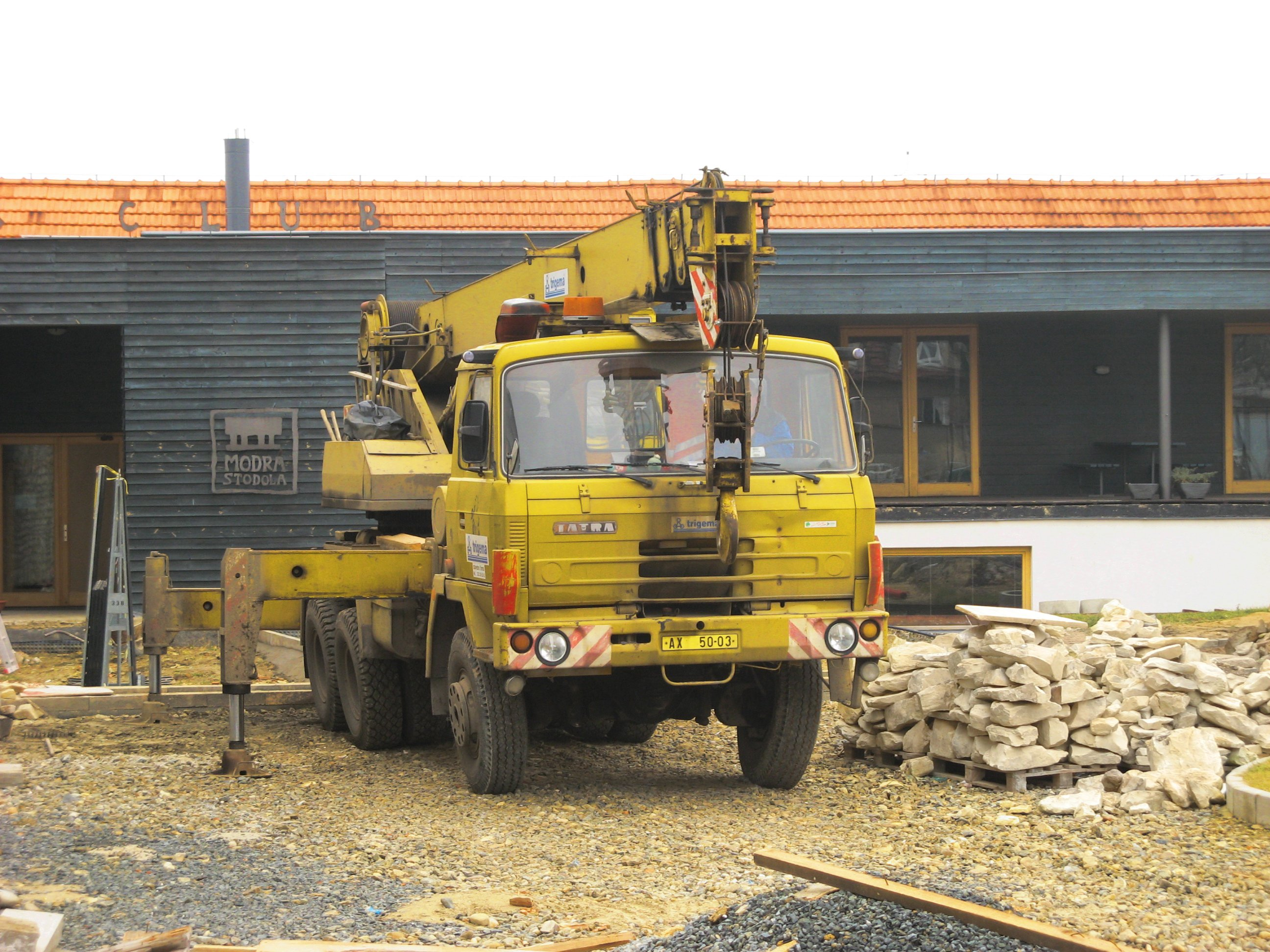
全輪スイングアクスルのタトラ・815トラッククレーン。
アウトリガーによって車体が持ち上がり、伸び側となったサスペンション。
タイヤは強いポジティブキャンバーを示す。

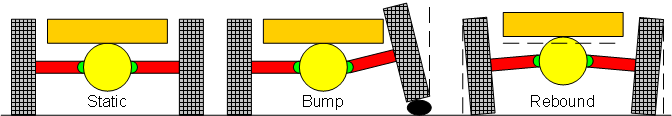
スイングアクスル模式図
（前後視）

スイングアクスル式サスペンション（スイングアクスルしきサスペンション）とは、自動車の独立懸架方式の一つ。

## 概要
駆動軸の独立懸架化のために使われるものの中では初歩的な形式で、構造はスイングアームの車台側の支点軸が車台中心線と平行で、ハブ側が剛結である。ドライブシャフトは屈曲点が一箇所で、伸縮はしない。屈曲点は、傘歯車同士が動力の伝達とスイングの支点を兼ねる、ジョイントレス式が主流である。
自動車の誕生後、実用速度域の向上に従い、4輪独立懸架採用の機運も高まって行ったが、ドライブシャフトの動力伝達と屈曲の両立が難しく、駆動輪はハウジング（ホーシング）にデフを内包した固定車軸懸架（ライブアクスル）が一般的であった。
スイングアクスル構造の原型は、ドイツのアドラー社に在籍していた技術者のエドムンド・ルンプラーにより、1903年に開発されたが、本格的な普及は1920年代以降になる。
オーストリア出身のエンジニアであるハンス・レドヴィンカ（Hans Ledwinka）は、第一次世界大戦後のシュタイア社在籍中にジョイントレススイングアクスルを開発し、チェコのタトラ社への復帰後、1920年代から1930年代にかけ、一連の革新的なリアエンジン車に積極的に採用した。
また、世界初の量産型4輪独立懸架車とされるメルセデス・ベンツ 170（1931年）も、後輪はスイングアクスル式であり、以後のメルセデスは1960年代までスイングアクスル方式を改良しながら重用した。その他、1930年代のフロントエンジン車で後輪を独立懸架化したメーカーの多くも、他に技術的選択肢がなかったことから、ほとんどがスイングアクスルを採用している。
タトラ同様に空冷リアエンジンとスイングアクスルを採用したVW・タイプ1が第二次世界大戦後に大きな成功を収め、さらに他メーカーによるフォロワーが大挙登場したことで、リアエンジンとスイングアクスルの組み合わせは戦後の一大流行となった。この組み合わせは、スペース効率と乗り心地に優れた小型後輪駆動車を低コストで製作する目的に適していた。
しかし、急旋回など高エネルギー時の急激な荷重移動に伴うジャッキング（ジャッキアップ現象）に起因する転倒事故（シボレー・コルヴェアの例など）が後を絶たず、1960年代以降は次第に他の方式へと移行していった。現在では特殊な車両を除いて用いられない方式となっている。
軍用車両では、レドヴィンカの設計の流れを汲むシュタイア・プフ（Steyr-Puch）が、自社の多目的全輪駆動車である、ピンツガウアーやハフリンガーにスイングアクスルを継続して採用した事で知られる。しかし、やはりスイングアクスルを後輪に採用したアメリカ軍の小型四輪駆動車「M151」（1958年　フォード・モーター設計）は、市販乗用車同様の横転問題を露呈しており、他の独立懸架方式に取って代わられている。

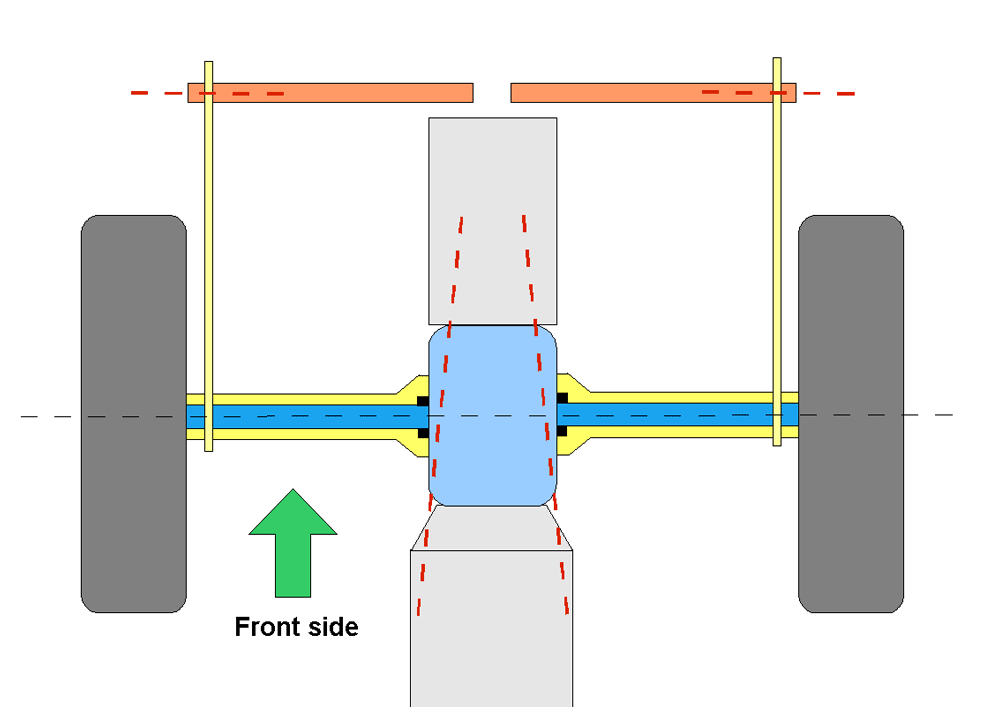
ポルシェタイプ トレーリングアーム（スプリングプレート）との組み合わせ。トーションバースプリングの使用に適するが、スイング軸が直交する二軸となる不合理も生じる。それを吸収するためスプリングプレートは左右方向に変形する。
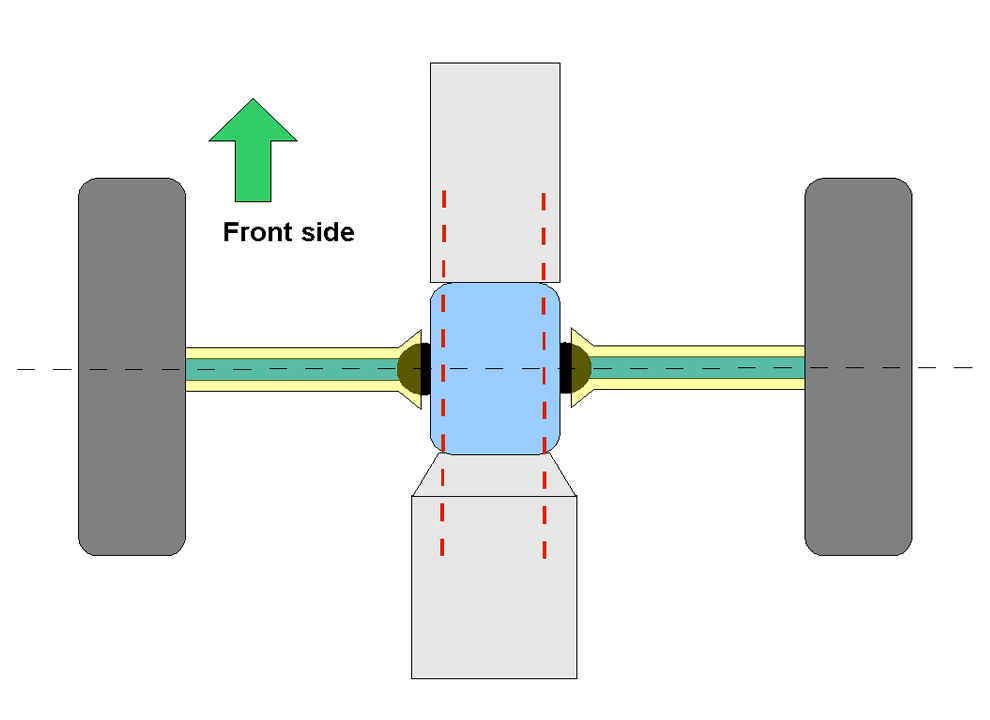
タトラタイプ ジョイントレス スイングアクスル 左右の車軸はリーフスプリングまたはコイルスプリングを用いて支持。
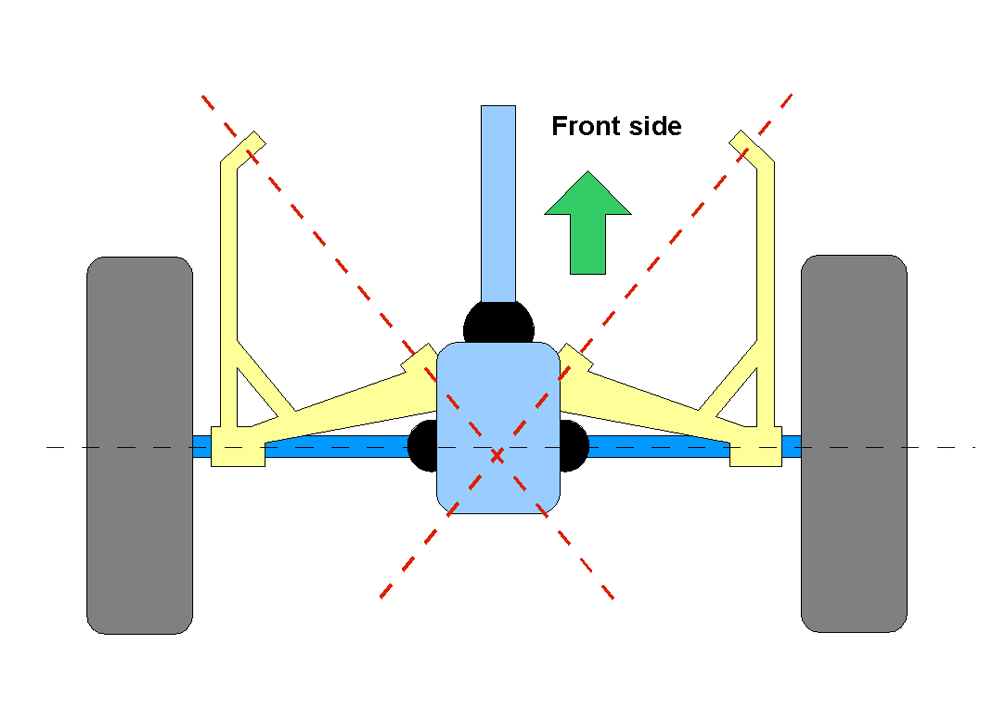
ダイアゴナル（斜め）スイングアクスル スイング軸を動きやすい一軸とし、45°前後に設定することで、ストローク時に後輪がトウインとなり安定性を向上させる。 フィアット・600、500、いすゞ・ベレット、ダイハツ・フェローセダン（初代）など。